# هیوره
هیوره (به هلندی: Hiaure) یک منطقهٔ مسکونی در هلند است که در دونگرادیل واقع شده‌است. هیوره ۶۵ نفر جمعیت دارد.